# Eptatretus mcconnaugheyi
Eptatretus mcconnaugheyi är en ryggsträngsdjursart som beskrevs av Robert L. Wisner och A.J.S. McMillan 1990. Eptatretus mcconnaugheyi ingår i släktet Eptatretus och familjen pirålar. IUCN kategoriserar arten globalt som otillräckligt studerad. Inga underarter finns listade i Catalogue of Life.